# Liste der Bodendenkmale in Halberstadt
In der Liste der Bodendenkmale in Halberstadt sind alle Bodendenkmale der Stadt Halberstadt und ihrer Ortsteile aufgelistet. Grundlage ist die Auflistung von Johannes Schneider aus dem Jahr 1986 und die Veröffentlichung der Landesdenkmalliste mit Stand vom 25. Februar 2016. Die Baudenkmale sind in der Liste der Kulturdenkmale in Halberstadt aufgeführt.
| Denkmal-ID | Fundart             | Ortsteil    | Bezeichnung                          | Zeitstellung          | Lage                                                 | Bemerkungen | Bild            |
| ---------- | ------------------- | ----------- | ------------------------------------ | --------------------- | ---------------------------------------------------- | --- | --------------- |
| 428311017  | Befestigung > Burg  | Emersleben  | Burganlage, überbaut                 | Mittelalter           | Volksgut, an der Holtemme, im Dorf (Lage)            | Seit 1992 in privater Hand, Park in Gemeindebesitz. Gebäude teilweise modernisiert, Arbeiten sind im Gang. Gaststätte „Zum Storchennest“. Gelände nur teilweise begehbar. Kaum noch Befestigungsstrukturen erkennbar. |                 |
| 428311029  | Befestigung > Burg  | Halberstadt | Burg „Wiedeck“                       | 12. Jahrhundert       | 1 km nordöstlich Ort, Warmholzberg (Lage)            | Auch „Burg Witteke auf dem Warmholzberg“ bei Groß Quenstedt. Lediglich Anhöhe sichtbar, keine Burgmerkmale mehr erkennbar. (Position ungenau)                                                                         |                 |
| 428311019  | Befestigung > Burg  | Halberstadt | ehemalige „Harzgrafenburg“           | Mittelalter           | westlich des Stadtkerns (Lage)                       | später Johanniskloster, jetzt Friedhöfe, im Park des Geländes kann man einen Burgwall erkennen, auf diesem befindet sich der Friedhof im östlichen Bereich.                                                           |                 |
| 428311030  |                     | Halberstadt | Gerichtsstätte                       | Mittelalter           | südöstlich am Ort, Galgenberg (Lage)                 | Deutlich aus dem Gelände herausragende Geländekuppe. | weitere Bilder: |
| 428311018  | Befestigung         | Halberstadt | „Domburg“                            | Mittelalter           | Stadtkern zwischen Dom und Liebfrauenkloster (Lage)  | Die Domburg erstreckte sich auf der Anhöhe, auf der sich heute der Dom, der Domplatz und die Liebfrauenkirche befinden.                                                                                               | Domplatz        |
| ?          |                     | Halberstadt | Kreuzstein                           |                       | Straße nach Groß Quenstedt, nördlich des Orts (Lage) | |                 |
| 428311024  | Befestigung > Burg  | Langenstein | Burganlage „Altenburg“               | undatiert             | Spornlage, dicht südlich des Ortes (Lage)            | Burganlage erkennbar, nicht deutlich abgrenzbar sind jedoch die vorgelagerten Höhlenwohnungen/-häuser, diese könnten in eine Burganlage integriert gewesen sein, somit bilden Burg und Höhlen eine Einheit.           |                 |
| 428311027  | besonderer Stein    | Langenstein | Steinsetzung aus drei großen Steinen | Vorrömische Eisenzeit | im Wald, 1,5 km südöstlich des Ortes (Lage)          | Es wird ein astronomischer Bezug vermutet (Wintersonnenwendeaufgang, Sommersonnewendeuntergang) oder Bezug zu Grabhügeln in der Nähe.                                                                                 |                 |
| ?          |                     | Langenstein | Steinkreuz                           |                       | Im Wald am Tönigesberg (Lage)                        | Am Tönnigsberg südöstlich von Langenstein |                 |
| 428311031  | Grabmal > Grabhügel | Sargstedt   | Grabhügel „Benedictiner Berg“        | undatiert             | 1 km östlich von Sargstedt (Lage)                    | Anhöhe mit mehreren modernen Aufschüttungen, im Umfeld gibt es eine weitere Anhöhe mit Aufschüttungen (Halden). |                 |